# ぶらばん! -The bonds of melody-
『ぶらばん! -The bonds of melody-』（ぶらばん ザ ボンズ オブ メロディー）は、ゆずソフトの処女作となる恋愛アドベンチャーゲームであり、2006年7月28日に発売された。通称は『ぶらばん!』。存続をかけた戦いに巻き込まれるブラスバンド部の活動が主なモチーフになっている。
2008年5月23日にWindows Vista対応の廉価版が、2011年6月24日にWindows 7対応のDL版が発売された。

## ストーリー
香住純（主人公）が通っていた「赤城山（あかぎやま）学園」が、生徒数の減少のため廃校となってしまい、春から生徒は「円山（つぶらやま）学園」に通うことになった。部活に所属していた生徒たちは、新たな学園の部活に合併されていったが、主人公たちの所属するブラスバンド部だけは少々事情が違っていた。
なんと、相手側の部が「レベルの低い者は受け入れない」と受け入れを拒否し、しかも、1か月後に学内コンクールを行い、投票の多かったほうを正式にブラスバンド部として認めるという条件を出してきたのだ。
相手は県大会で銀賞を取るほどの強豪、そして対決に巻き込まれる部の部長を任されることになる主人公……波乱の部活動が、始まる。

## ゲームシステム
本作はオーソドックスなテキストを読み進めていくタイプのゲームであるが、途中「演奏指導モード」と呼ばれるモードが存在する。これは指揮者である主人公の視点となり、実際に演奏を聴いてどこがおかしかったか、などのアドバイスを出すことができるもので、直接攻略に影響があるわけではないが、エンディングの鑑賞モードに多少違いが生じる。ただ、本作には直前の選択肢に戻るというシステムが搭載されている為、間違えてもすぐに正解を選び直すことが可能となっている。また、この「演奏指導モード」は2周目以降オフにすることができる。
また、本作ではノベルゲームの選択肢の他に作中の随所でMAP上に浮かぶヒロインのアイコンからイベントを選択する場面が多々ある。このシステムは次回2作では廃止されたが、4作目『天神乱漫 -LUCKY or UNLUCKY!?-』で再び使用されることになる。

## 登場キャラクター
名前は近畿地方の鉄道駅の駅名から採られている。

### メインキャラクター
香住 純（かすみ じゅん＝変更可能）
声：無し
本作の主人公。赤城山ブラスバンド部所属で、元はトランペット担当。父親が有名アーティストとして世界中を飛び回っており、音楽に造詣が深い。このことから、和音により部長兼指揮に任命されてしまう。指揮者としての才能は高く、複数人が弾いた曲の中で的確に間違いを指摘できることから、絶対音感があると思われる。朝に弱く、毎日妙に起こしてもらっている。妙の部屋とは窓を介して隣にあり、年少時代に何度も遊びに訪れた経験がある。母親と一緒に住んでいるが、ゲーム内では台詞のみで直接登場することはない。名字はJR西日本の香住駅より。
中ノ島 妙（なかのしま たえ）
声：榊原ゆい
誕生日：11月8日（蠍座）。血液型：O型。赤城山ブラスバンド部所属。トロンボーン担当。
主人公の隣に住む幼なじみ。何かと主人公の世話を焼いたりと精神的な支えとなってきたが、今回主人公が部長になったので、副部長として手伝いをしたいと思っている。幼い頃から主人公に思いを寄せているが、現在の関係が壊れることを恐れ、告白できずにいる。かなり天然なところがあり、冗談や嘘を簡単に信じてしまう。時々突拍子も無い想像をしたりすることも。誰もが絶賛するほど料理が得意だが、辛いもの好きで自分の為に作る料理（激辛クッキーなど）はとんでもなく辛いものに仕上がってしまう。名字は京阪電鉄の中之島駅より。
海老原 みなせ（えびはら みなせ）
声：安玖深音
誕生日：12月15日（射手座）。血液型：B型。学園の新入生であり、赤城山ブラスバンド部の新入部員。トランペット担当。
元気なムードメーカーで、トラブルメーカーでもあるが憎めない存在。本来は円山ブラスバンド部の方に仮入部したが、不可抗力で大河原のかつらを取ってしまったため（曰く「頭が分離した」）、部活をクビになり、改めて赤城山ブラスバンド部に入部した。トランペットを担う肺活量は、相当なものである。その名前から「エビ」と呼ばれることもあるが本人は嫌っている。手軽に食べられるお菓子に目がなく、練習の合間の休憩中にも頻繁に食べている。とある事情から下校後は家に帰らず商店街をうろついており主人公達に心配をかけている。制服は上着を腰に巻き、カーディガンを常に着用している。1年生ながら何故か廃校になった赤城山学園の制服を着ている。ただしジャージは円山学園のもの。湊という義妹がいる。名前は阪急電鉄の水無瀬駅より。
今宮 紀子（いまみや のりこ）
声：松永雪希
誕生日：9月12日（乙女座）。血液型：A型。赤城山ブラスバンド部所属。クラリネット担当。
規律や秩序を重んじる性格。その外見と性格から毎年のように委員長に選ばれていて、主人公らにも委員長と呼ばれているが、本人はその呼称を嫌がっている。本当なら役職を誰かに譲りたいと思っているが、なり手がいないので渋々引き受けている。
手先が器用で手作りのブックカバーを作るほどだが、料理は苦手。恋愛には奥手で大の怖がり。しかし負けず嫌いで、健太郎の挑発に乗り、休日練中のお弁当勝負や肝試しに挑んでしまうことも。名字はJR西日本の今宮駅より。
雲雀丘 由貴（ひばりがおか ゆき）
声：斉藤愛子
誕生日：8月22日（獅子座）。血液型：A型。円山ブラスバンド部の部長。指揮担当。
円山学園に多大な寄付をしているお金持ちのお嬢様。完璧主義でプライドが高く、はっきりとものを言う。しかしその実、幼い頃から両親が多忙で家を空けることが多かった為、強がってはいるが寂しがり屋である。その両親に少しでも褒められる為に多くの習い事をしていた。音楽もその一つでバイオリン、ピアノを弾くことも出来る。ただその習い事に時間を取られていた為、自分は周囲に誰もいない一人だと思っている（実際は円山ブラスバンド部の部員に慕われている）。公正な勝負のため、赤城山ブラスバンド部のことを気にかけるが、感謝されても素直になれない典型的なツンデレキャラ。将来はプロの音楽家を目指しており、休日にも学園に来て個人練習をするほどの努力家でもある。紀子ほどでは無いが怖がり。セーラー服の形が歪むほどの巨乳である。なお彼女のルートのみ、勝者は円山側となる。名字は阪急電鉄の雲雀丘花屋敷駅より。
御影 須美（みかげ すみ）
声：みる
誕生日：5月17日（牡牛座）。血液型：AB型。円山ブラスバンド部→赤城山ブラスバンド部所属。パーカッション担当。
オドオドしていて喋ることが苦手だが、天性のリズム感を持つ。そのためか他の部員にイジメまがいの行為を受けることも。部長の由貴は、自分に無いものを持っているので憧れの存在である。また、無二の親友である杏子のことをとても大切に思っている。
途中とある事件を起こしてしまい円山ブラスバンド部を退部してしまう。それを偶然知った主人公と健太郎の機転により赤城山ブラスバンド部に入ることとなる。
苗字は阪神電鉄および阪急電鉄の御影駅より。

### サブキャラクター
朝霧 春奈（あさぎり はるな）
声：三咲里奈
赤城山ブラスバンド部の前部長。部に所属していた頃はフルート担当であった。
さっぱりした性格で人望が厚い一方、主人公らが問題に直面し、相談を持ちかけてもアドバイスはするものの最終的には自分たちで解決するよう諭す厳しい一面も持つ。一人称は「ボク」。
名字はJR西日本の朝霧駅より。
新開地 和音（しんかいち かずね）
声：野神奈々
音楽教師で、赤城山ブラスバンド部の顧問。
生徒の姉貴分的存在で、健太郎曰く「和音ちゃん」。面倒見が良いが、いつもけだるそうにしている。更にはいかさまトランプ、スリ、鍵開けなどあやしげな技術も所有している。しかし音楽の知識・才能は光るものをもっており、時折的確なアドバイスを残していく。
かなりの酒豪で、多種多様の酒を大量に隠し持つ。どこにどれだけあるのかは謎で、歴代部長はその謎に迫ったものの解けなかったらしい。
名字は阪神電鉄・阪急電鉄・神戸電鉄の新開地駅より。
鶴橋 健太郎（つるはし けんたろう）
声：中本伸輔
赤城山ブラスバンド部所属。チューバ担当。
主人公や妙の幼馴染で、クラスメイト。よく寝ているためか身長が高い。お調子者のためあまり信頼されていないが、時には鋭いところものぞかせ、主人公らをたじろがせる。また、無駄な豆知識も数多く持つが主人公らが役に立ったことはあまりない。
雰囲気が全く読めないことから部活内はもちろん、クラス内でも「雰囲気デストロイヤー」として認知されている。
名字は近鉄・JR西日本・Osaka Metroの鶴橋駅より。
芦屋 宗一郎（あしや そういちろう）
声：四季透
円山ブラスバンド部の副部長。サックス担当。
ナルシストで芝居がかった言動が多く、恥ずかしいこと真顔で言ったりする。また、可愛い女の子には目が無く「子猫ちゃん」と呼ぶ。挙句妙に一目惚れし、以後「天使」と言うなど、変人である。しかし、赤城山ブラスバンド部の酷い練習環境に大河原に文句を言うなど基本的に「いいヤツ」ではある。また、由貴の自信が虚勢に過ぎないことに気付いているなど、鋭い観察眼も持っている。制服は大きく胸元を広げて着用している。背景に薔薇を背負って出て来ることが多い。
名字はJR西日本・阪神電鉄の芦屋駅より。
伊丹 杏子（いたみ きょうこ）
声：矢沢泉
円山ブラスバンド部の部員。
須美の親友。明るく元気な少女。本人曰く「好きなものは…須美です!」と須美に抱きつくなど、少々百合気味。しかしながら須美を大切に思う気持ちは本物で、イジメまがいの行為をする部員に対してハッキリと物申すなど、幾度となく須美を支えている。
名字はJR西日本・阪急電鉄の伊丹駅より。
大河原 甚五郎（おおがわら じんごろう）
声：一条和矢
円山ブラスバンド部の顧問であるが、高飛車な態度と陰湿な性格から誰からも嫌われている。しかし、部を銀賞を取るまでに育てた実績（実際はたまに来て失敗した部員をバカにしていた程度）があることから、学園側からは厚遇されている。コネなどがあり、コンサートホールなどを借りることが出来る力を持っている。かつらを使用しており、事故とはいえ主人公やみなせ、健太郎によってたびたび脱がされることに。本人としては隠しているつもりだが、全校生徒に知れ渡っている。唯一部の合併に反対している（円山ブラスバンド部の部員は別に合併してもかまわないと思っている）。
赤城山ブラスバンド部ではハゲや大河原 ハゲ五郎など様々な呼称で呼ばれている（本人の前で言うのは顧問の新開地 和音のみ）。
由貴ルートでは円山ブラスバンド部員に反逆され、部に必要無いと言われる。またどのルートでも最終的には部費を私益化していたことを和音によってリークされ、理事長に呼び出される。その後は不明。
名字はJR西日本の大河原駅より。
塚本 麻衣（つかもと まい）
声：遠野そよぎ
妙ルートのみに登場（一応小説にも登場する）。ひょんなことから主人公と知り合い、一目惚れしてしまう（宗一郎が焚きつけた感も否めないが）。
何度となく主人公に「私の彼氏になってください」と告白するも、妙を意識し始めた主人公に断られる。なお「友達からでも」と食い下がるも最終的にフラれ、以後登場しなくなる。しかし、この一件が主人公と妙の間に波紋を呼ぶことになる。
名字はJR西日本の塚本駅より。
海老原 湊（えびはら みなと）
みなせの義妹。みなせルートでその存在は描かれているものの、名前および立ち絵はない。ゆずソフトオフィシャルサイト内のスタッフ雑記コンテンツ「ゆずノート」にて概要が明らかになった。

## 舞台・用語
赤城山(あかぎやま)
本作の舞台。自然豊かだが、後述の赤城山学園が廃校になるほどの深刻な少子化が進んでいる田舎町。山間部に位置しており、一応鉄道は通っているものの、わずか二両編成のローカル線で、商店街以外の遊ぶ場所はほとんど無い。
円山学園(つぶらやま)
純やヒロインたちが現在通学している県立校。赤城山学園よりは設備は新しく、規模も大きめだが、あくまで一地方都市の学園。本来の制服は白と青のセーラー服か、白のブレザーだが、急遽赤城山学園と統合したため、現在は両校の制服が入り混じっている。
赤城山学園
純たちの母校。少子化が原因で春休み前に円山学園に吸収される形で廃校に追いやられた。制服は男女共に茶色を基調としたブレザータイプ。円山学園より校舎が古かったため、それもまた廃校の遠因になっている。

## スタッフ
- ディレクター：Famishin
- キャラクターデザイン・原画：
  - こぶいち：妙、紀子、須美、和音、他
  - むりりん：みなせ、由貴、春奈、他
- CG：煎路
- シナリオ：天宮リツ
- 音楽：Famishin、Angel Note
- ムービー：ろど

## 主題歌
オープニングテーマ「Beautiful Harmony」
作詞：中山♥マミ / 作曲：Famishin / 編曲：Angel Note / 歌：榊原ゆい
エンディングテーマ「My Dear」
作詞：中山♥マミ / 作曲：Famishin / 編曲：Angel Note / 歌：中山♥マミ
エンディングの背景は攻略したキャラクターによって変化し、それぞれの担当楽器およびそれに関連するものが教室の机上に置かれている（妙：トロンボーン、みなせ：トランペット、紀子：クラリネット、由貴：タクト、須美：マレット）。

## 関連商品

### CD
ぶらばん! オリジナルサウンドトラック（2006年8月17日発売）
オープニング（フルバージョン）、赤城山学園吹奏楽部演奏曲「“絆”吹奏楽のために」など作品内で使用されたBGMを全27曲収録。CDの発売はゆずソフトが行っている。

### 書籍
ぶらばん! オフィシャルビジュアルファンブック
描き下ろしCG、イベントCG、原画、インタビュー、楽譜などを掲載。
ぶらばん! オフィシャルノベル ～中ノ島妙／海老原みなせ～
BUGBUGで連載された中ノ島妙アフターストーリーと、新たに海老原みなせの描き下ろしアフターストーリーが追加された一冊。海老原湊はこの海老原みなせアフターストーリーのみの登場となっている。
ぶらばん! ～中ノ島妙の事情～（キルタイムコミュニケーション刊、ISBN 4860323335）
妙エンドの後日談。ブラスバンド部の夏合宿を舞台とし、公然の恋仲となった主人公と妙の様子を綴ったストーリー。挿絵はこぶいち／むりりんによる描き下ろし。Hシーン有。
ぶらばん! ～雲雀丘由貴の事情～（キルタイムコミュニケーション刊、ISBN 4860323793）
由貴エンドの後日談。ブラスバンドの夏合宿や雲雀丘家の別荘を舞台とし、公然の恋仲となった主人公と由貴の様子を綴ったストーリー。表紙、口絵はむりりん描き下ろし。挿絵は嘉納あいらによるもので、原作の絵とはかなり違う。Hシーン有。